# Gazzetta di Mantova
La Gazzetta di Mantova è il principale quotidiano d'informazione locale di Mantova e della provincia mantovana. È stato fondato nel 1664, il che gli permette di potersi fregiare di essere il giornale, tra quelli attualmente ancora in pubblicazione, più antico al mondo.

## Storia

### Dalla fondazione al 1797

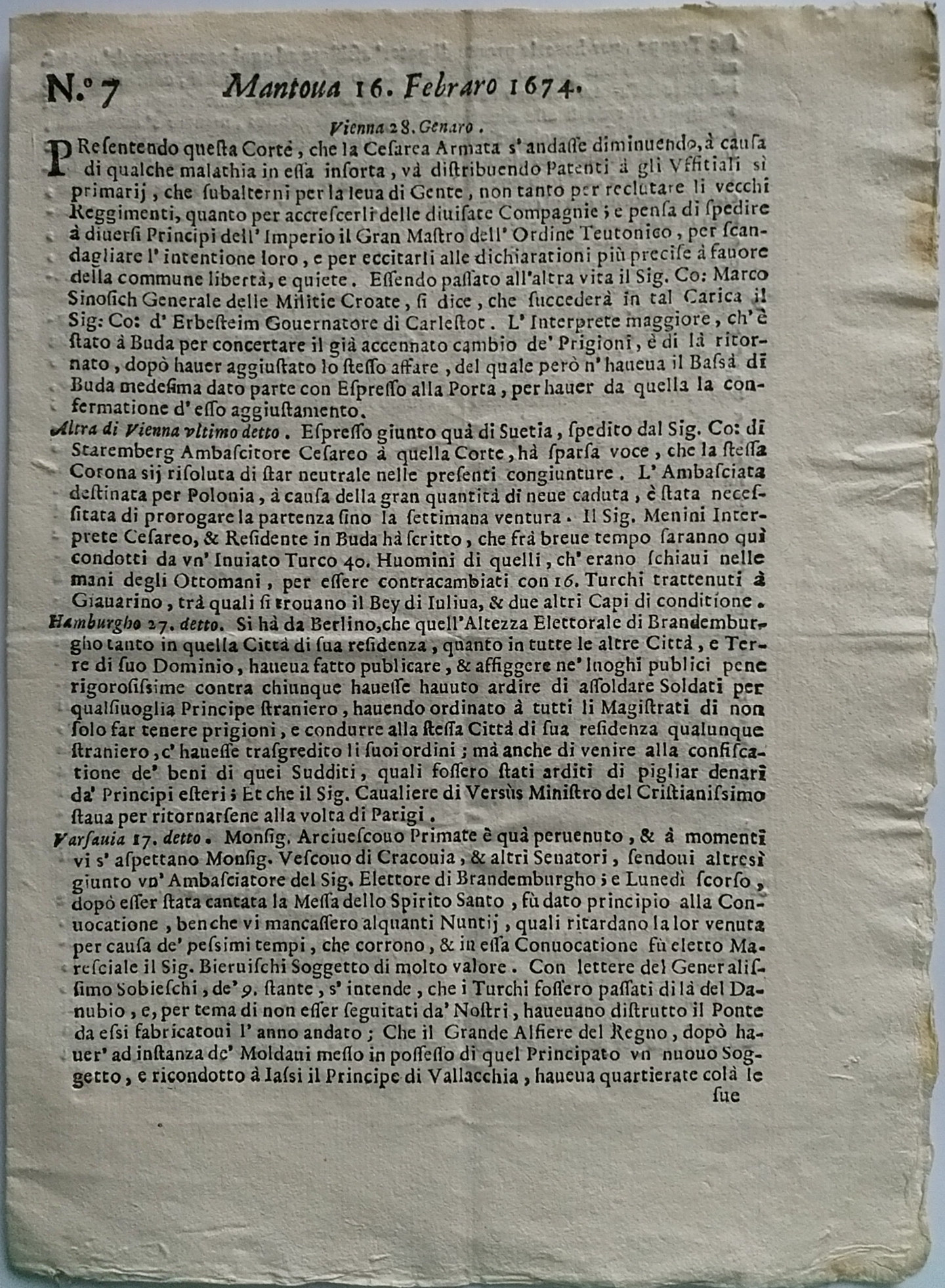
Gazzetta di Mantova del 16 febbraio 1674

Per diverso tempo gli storici ritennero che la sua prima consegna alle stampe potesse essere cronologicamente fissata nel novembre del 1670. Fu grazie alle ricerche d'archivio dell'ex direttore, Giuseppe Amadei, che venne rinvenuto il documento che ha permesso di retrodatarne la nascita di oltre sei anni, fino al giugno 1664.
Nel XVII secolo il giornale non aveva una vera e propria testata: sulla prima pagina apparivano, in alto, solamente tre informazioni: numero progressivo, luogo e data di pubblicazione. Era realizzato, in formato libro, opera degli stampatori ufficiali della corte Gonzaga, Federico, Pietro e Guglielmo Osanna. A quel tempo il ducato era governato da Carlo II di Gonzaga Nevers. La pubblicazione evitava di trattare ogni evento che in qualche modo potesse coinvolgere ciò che era la politica di corte; bensì si limitava a riferire principalmente di notizie cittadine, solennità religiose, visite da parte di regnanti e importanti personalità, eventi riguardanti i notabili locali e particolare attenzione era dedicata agli avvenimenti militari; tanto che i suoi resoconti sono stati fonte molto preziosa per ricostruire le varie guerre di successione e per completare, se non spesso correggere, ciò che veniva raccontato nelle cronache libresche relative a quei medesimi fatti storici.
Una prima documentata apparizione dell'intestazione odierna avviene in un supplemento del 12 agosto 1705 riportante la dicitura Supplimento della Gazzetta di Mantova. Il passaggio, nel 1707, delle sorti del ducato dalle mani dei Gonzaga e quelle degli Asburgo non si rivelò particolarmente traumatico per il giornale. Al tempo, i nuovi governanti austriaci non interferivano molto con ciò che veniva stampato. Sono gli anni in cui la pubblicazione venne diretta da Alberto Pazzoni fino al 1737, quando l'incarico passò a Giuseppe Ferrari, che a sua volta lo cedette al figlio Salvatore nel 1781.
Negli anni tra il 1741 e il 1759 apparve la testata Ragguagli universali di Europa e di altri luoghi. Le uscite furono settimanali per tutto il XVIII secolo

### Dal 1797 alla fine del XIX secolo

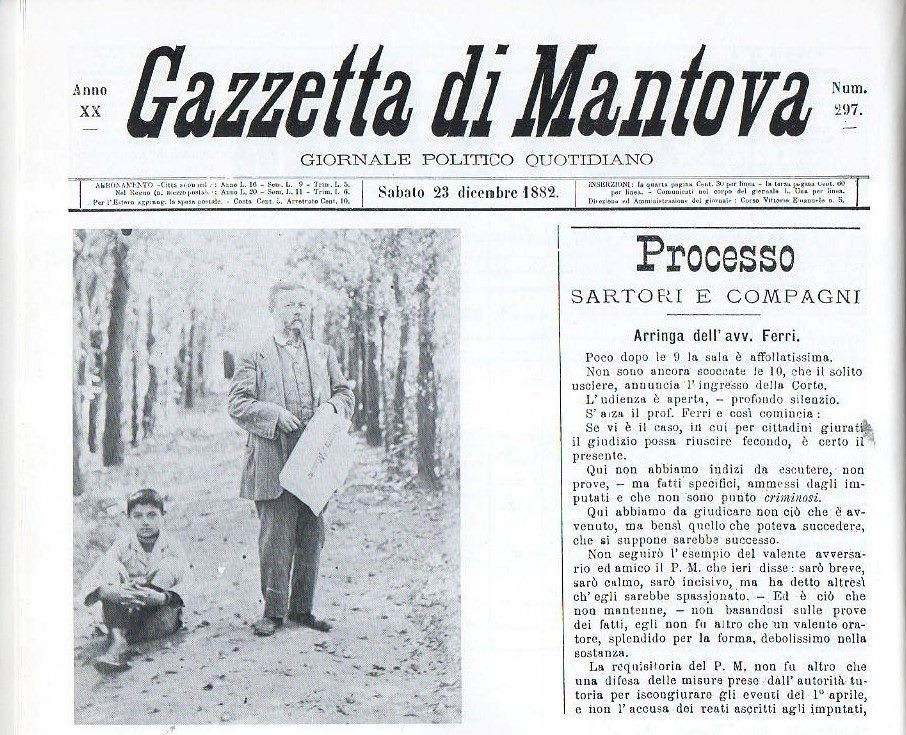
Gazzetta di Mantova del 23 dicembre 1882

Al contrario, il periodo della dominazione francese, che inizia con l'assedio di Mantova del 1796, ebbe conseguenze più pesanti: il 21 ottobre 1796 la gazzetta cessò le pubblicazioni. Dopo l'entrata dei francesi a Mantova, il 2 febbraio 1797, i giacobini fondarono «Il Giornale degli amici della libertà italiana». All'inizio del 1798, percependo una situazione di calma politica relativa, Salvatore Ferrari tentò di far uscire nuovamente la gazzetta (19 gennaio 1798), ma il suo tentativo si interruppe pochi mesi dopo (31 agosto 1798).
Le pubblicazioni ripresero il 12 marzo 1801. Il 3 gennaio 1807 apparve la testata, tuttora usata, di Gazzetta di Mantova; nel corso dell'anno la Gazzetta divenne ufficialmente un bisettimanale. Tra il 1807 e il 1814 la testata cambiò nuovamente: il governo napoleonico della città impose d'autorità il cambiamento del nome, prima in Gazzetta del Mincio e successivamente in Giornale del dipartimento del Mincio (per adeguarsi alla politica degli arrondissement francesi).
Con il ritorno a Mantova e la restaurazione degli Asburgo però, dal 7 febbraio 1816, venne reintegrata la testata precedente. Il giornale, naturalmente, dovette mutare la propria linea, da moderatamente filofrancese a moderatamente filoaustrica, anche se velate e sommesse simpatie si rivolgevano in favore del crescente anelito all'italianità che caratterizzò il periodo delle guerre di indipendenza. Proprio nel momento storico segnato dalle tragiche vicende dei Martiri di Belfiore la Gazzetta cercò, riuscendo sempre a evitare le severissime maglie della censura austriaca, di incarnare il sogno di indipendenza e di orgoglio nazionale italiano.
La cadenza di uscita del giornale variò da uno a tre numeri settimanali; la periodicità passò definitivamente a quotidiana il 1º gennaio 1866. Nello stesso anno Mantova fu annessa al Regno d'Italia; successivamente la voce del giornale assunse un orientamento di tipo progressista moderato. In questi anni venne diretta da eminenti personalità del panorama culturale e politico nazionale: figure come l'economista Salvatore Cognetti de Martiis, che fu direttore dal 1870 al 1874 e, successivamente nel 1876-77, e il grande storico e giornalista Alessandro Luzio, che la guidò dal 1882 al 1893.

### Dal XX secolo a oggi
Il quotidiano, che dal 7 febbraio 1816 continua a essere stampato ininterrottamente nella sua testata tradizionale, viene temporaneamente a cessare solo il 1º gennaio 1920. Infatti, come ogni altro organo di stampa indipendente dell'epoca, sotto la dittatura fascista viene chiuso, così come La Provincia di Mantova e il solo quotidiano di Mantova ammesso, avente una linea prima nazionalista poi fascista, diviene La Voce di Mantova. Con la fine del ventennio fascista e la restaurazione democratica, il 21 luglio 1946, la Gazzetta può riprendere la propria pubblicazione quotidiana, prima come organo del CLN, poi, con l'antica testata, come giornale locale, libero e indipendente. La sua prima società editrice del dopoguerra è la CITEM, ovvero la Cooperativa Industriale Editrice Mantovana, che tale rimane fino al 1981 quando la Arnoldo Mondadori Editore rileva la testata mantenendo la CITEM quale società stampatrice.
Negli anni successivi la Gazzetta assume il formato di tipo tabloid e la sua società diventa fondatrice di nuove testate locali quali la Gazzetta di Modena, la Gazzetta di Carpi, la Gazzetta di Reggio (quest'ultima rifondata) e La Nuova Ferrara.
Nel 1989 la Gazzetta di Mantova e la società che la controlla viene acquistata dalla Finegil Editoriale S.p.A. del Gruppo Editoriale L'Espresso, il che le permette di implementare il tipo e la varietà dei contenuti offerti oltre che di rinnovarsi rimanendo all'avanguardia sotto il profilo tecnologico. Ad esempio già dal dicembre del 1998 è in grado di offrire ai propri lettori l'edizione elettronica online completa, consultabile e scaricabile.
Nell'agosto 2023 viene siglato l'accordo preliminare per la cessione della testata al Gruppo Athesis, editore dei quotidiani L'Arena, Il Giornale di Vicenza e Bresciaoggi e di emittenti come Radio Verona, Telearena e Telemantova e proprietario della casa editrice milanese Neri Pozza.
L'accordo viene perfezionato il 29 settembre e diventa efficace dal 1º ottobre.

## Diffusione
| Anno | Copie vendute |
| ---- | ------------- |
| 2015 | 22 268        |
| 2014 | 23 821        |
| 2013 | 25 100        |
| 2012 | 26 649        |
| 2011 | 29 332        |
| 2010 | 31 415        |
| 2009 | 32 690        |
| 2008 | 32 847        |
| 2007 | 33 802        |
| 2006 | 34 359        |

Dati ADS - Accertamenti Diffusione Stampa